# Cần trục tự hành
Cần trục tự hành là loại cần trục được đặt trên ô tô hay máy kéo bánh xích, thường có tay cần nghiêng so với phương ngang khi hoạt động cẩu lắp. Góc nghiêng tay cần tối đa là 75°. Cần trục tự hành dùng trọng lượng của ô tô hay máy kéo bánh xích làm đối trọng.

## Định nghĩa, thuật ngữ
Cần trục tự hành là cần trục tay cần, có thể được trang bị cột (thiết bị tháp), có khả năng di chuyển có tải hoặc không tải mà không cần đường riêng và đảm bảo được độ ổn định của cần trục dưới tác dụng của trọng lực.

## Các cách thay đổi tầm với
Tầm với của loại cần trục này thay đổi được bằng các cách:
- Thay đổi góc nghiêng tay cần;
- Tịnh tiến thụt thò tay cần (cần trục ống lồng) (cẩu KATO);
- Sử dụng thêm mỏ cần phụ;

## Ưu nhược điểm
- Cần trục tự hành có tính cơ động cao, ít tốn công lắp dựng.
- Tầm với và chiều cao nâng bị hạn chế, do chiều dài hữu hạn của tay cần và vị trí đứng thấp: phải vươn từ dưới đất lên cao.

## Phạm vi sử dụng hiệu quả
Cần trục tự hành thường dùng xây lắp các công trình nhà công nghiệp (thường là một tầng) và các công trình dân dụng thấp tầng.